# Chiesa della Congregazione della Sanità
La chiesa della Congregazione della Sanità è un edificio sacro sito nel comune di San Lorenzello.

## Storia
Venne eretta agli inizi del XVII secolo per volere di Fra Ruffino da Napoli, cappuccino predicatore, che fu anche l'autore della Chiesa di Santa Maria di Costantinopoli in Cerreto Sannita.
Nel 1628 venne ultimato il cantiere ma a seguito delle distruzioni portate dal terremoto del 5 giugno 1688 l'edificio venne ricostruito per essere più volte ampliato nel 1730, negli anni 1739-42 (quando furono realizzati campanile e cupola) e nel 1768.
Alla chiesa è annessa una confraternita di laici ("Congrega") le cui regole furono approvate da re Ferdinando IV di Napoli il 3 marzo 1777. La sua amministrazione era divisa fra officiali maggiori (Priore, I e II assistente) ed officiali minori (maestri dei novizi, segretario, tesoriere, ecc.).

## Descrizione
La facciata, quasi priva di decorazioni, ha due lesene di ordine dorico con un portale in pietra locale lavorata avente alla base due leoni e nel timpano un pannello maiolicato di Antonio Giustiniano (padre del più famoso Nicola) del 1727, raffigurante la Madonna col bambino fra motivi floreali. Il campanile è ricoperto da embrici maiolicati giallo e verdi anche se gli attuali sono della bottega Barbieri (1954).
L'interno ha alle pareti quattro affreschi ottocenteschi del Rullo raffiguranti la fuga in Egitto, la visita ad Elisabetta, l'Annunciazione e l'angelo che suggerisce a San Giuseppe gli strumenti del mestiere. Del XIX secolo sono anche il pulpito e gli scanni dei confratelli. Sull'altare maggiore vi è un dipinto del Lambiase del 1748.